# COQ9
A proteína de biossíntese de ubiquinona COQ9, mitocondrial, também conhecida como homólogo da coenzima Q9 (COQ9), é uma proteína que em humanos é codificada pelo gene COQ9.

## Significado clínico
Pode estar associado à deficiência de coenzima Q10.